# Antrodia submalicola
Antrodia submalicola är en svampart som beskrevs av A. David & Dequatre 1985. Antrodia submalicola ingår i släktet Antrodia och familjen Fomitopsidaceae.   Inga underarter finns listade i Catalogue of Life.